# Nižný Komárnik
Nižný Komárnik é um município da Eslováquia, situado no distrito de Svidník, na região de Prešov. Tem 12,38 km² de área e sua população em 2018 foi estimada em 190 habitantes.

## Demografia
| Ano:        | 1994 | 2004    | 2014    | 2024   |
| ----------- | ---- | ------- | ------- | ------ |
| Broj ljudi: | 173  | 146     | 174     | 185    |
| Razlika:    |      | -15,60% | +19,17% | +6,32% |

| Ano:               | 2023 | 2024   |
| ------------------ | ---- | ------ |
| Número de pessoas: | 182  | 185    |
| Diferença:         |      | +1,64% |